# Ashington (West Sussex)
Ashington – wieś w Anglii, w hrabstwie West Sussex, w dystrykcie Horsham. Leży 30 km na wschód od miasta Chichester i 67 km na południe od Londynu. W 2001 miejscowość liczyła 2351 mieszkańców.